# Sikandar Lodi

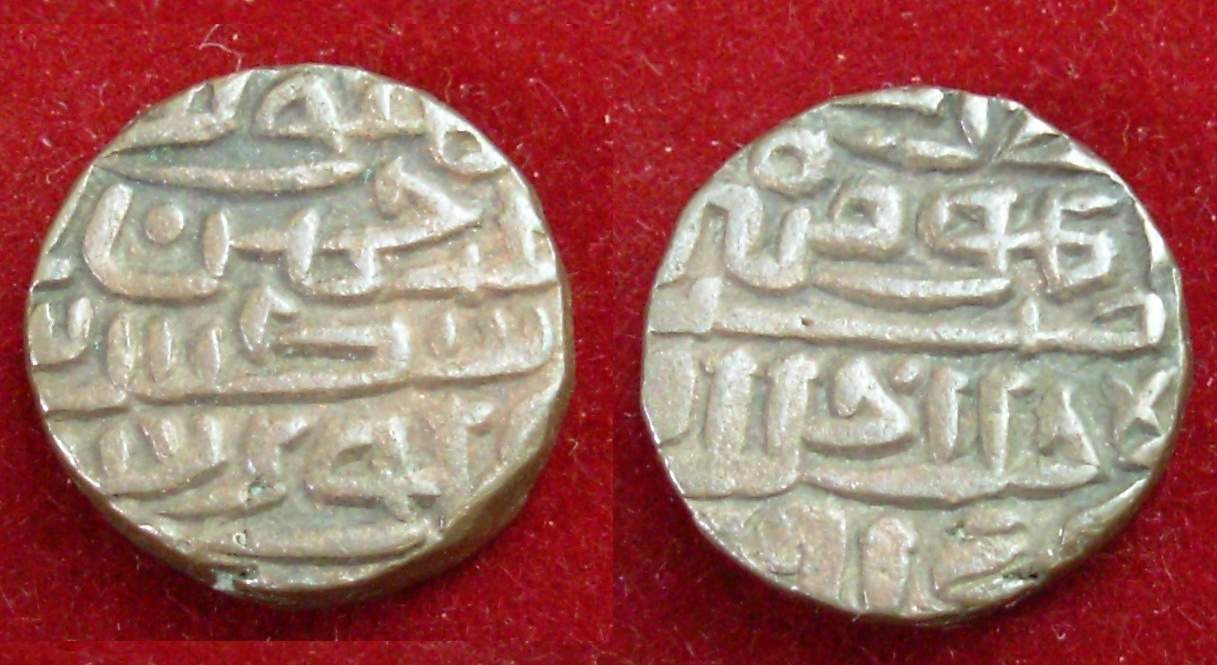
Zilveren munt van Sikandar Lodi.

Sikandar Lodi (Pasjtoe: سکندر لودی; gestorven 21 november 1517) was sultan van Delhi van 1489 tot 1517. Hij was de tweede sultan uit de Lodidynastie. Sikandar Lodi was een begaafd diplomaat en bestuurder, maar hij behandelde zijn hindoeïstische onderdanen slecht.
Sikandar Lodi was de zoon van sultan Bahlul Khan Lodi en diens vrouw Bibi Ambha, de dochter van een hindoeïstische zilversmid. Zijn vader wees hem aan als opvolger en toen de sultan op 17 juli 1489 stierf besteeg Sikandar Lodi de troon. De gang van zaken werd aangevochten door zijn oudere broer, Barbak Shah, de gouverneur van Jaunpur. De twee broers kwamen echter tot een overeenstemming. Een oom verzette zich aanvankelijk ook tegen Sikandar Lodi's troonsbestijging.
Tijdens zijn regering wist Sikandar Lodi zijn gebied aanzienlijk te vergroten. Hij voegde Gwalior en Bihar aan het sultanaat toe, en wist een verdrag te sluiten met Alauddin Hussain Shah, de sultan van Bengalen. Hij stimuleerde de handel en hield de Afghaanse elite onder de duim. In 1503 liet hij een nieuwe hoofdstad bouwen: Agra.
Sikandar Lodi's intolerantie tegen de religie van de meerderheid van zijn onderdanen was berucht. Hij liet hindoetempels afbreken om er moskeeën voor in de plaats te bouwen, liet afgodsbeelden vernietigen en verbood hindoes in Mathura hun rituele baden uit te voeren.
Hij overleed in 1517 na 28 jaar geregeerd te hebben. Zijn tombe is in de Lodhi Bagh te Delhi. Sikandar Lodi werd opgevolgd door zijn zoon Ibrahim Lodi.